# Shoei
Shoei Co.,Ltd é uma companhia japonesa que fabrica acessórios para motociclismo e automobilismo.

## História
Registrada em 1958.
Mas com atividades desde 1954, iniciou fabricando equipamentos de proteção para indústrias.
Seu fundador, Eitaro Kamata, iniciou a produção de acessórios esportivoS em 1960, em Tokyo, foi uma das primeiras empresas japonesas a fabricar equipamentos de motocilcismo, mais precisamente capacetes.
Em 1965, a Honda adotou a linha como acessórios originais, fazendo com que a marca se destacasse popularmente.

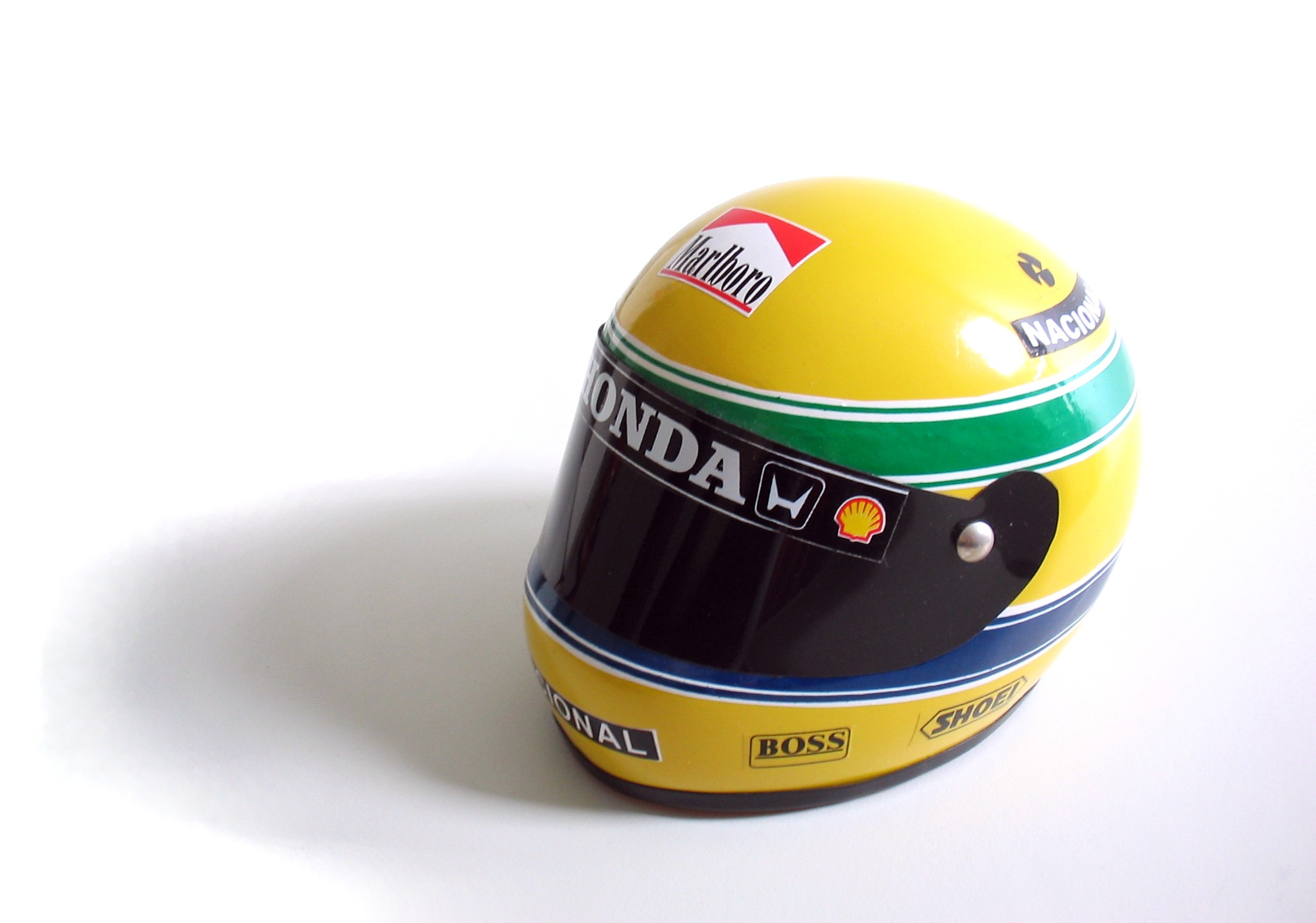
Talvez o mais conhecido equipamento da SHOEI no Brasil, o capacete de Ayrton Senna.

## Acessórios
Desde a fundação da companhia, todos seus equipamentos eram desenvolvidos e fabricado no Japão, com distribuição mundial, mais especificamente na Europa e nos Estados Unidos.
O Shoei's GRV, foi o primeiro capacete a utlizar fibra de carbono e Kevlar em sua compsição. Também criou diversos design que permitiam maior ventilação interna.
A linha "X-Spirit" foi introduzida em 2003 e foi promovida pelo SHOEI como o equipamento de proteção mais seguro do mundo, ganhando o prêmio "Motorcycle News" para a categoria "Vestimentos" no mesmo ano.
Alguns de seus equipamentos encontram-se expostos no Snell Memorial Foundation.